# Tisuljevke
Tisuljevke (podokarpusi; lat. Podocarpaceae), biljna porodica rayličito klasificirana: redu borolike, redu : Araucariales, ili čini vlastiti red Podocarpales s preko 170 vrsta vazdazelenog crnogoričnog drveća koja je ime dobila po rodu tisulja ili podokarpus (Podocarpus). Osamnaest rodova koji pripadaju porodici rasprostranjeno je po južnoj polutki (Australazija), poimence Nova Kaledonija, Tasmanija, i Novi Zeland, te u Maleziji i Južnoj Americi (Ande), Indokina, Kina, Indija, Meksiko, subsaharska Afrika.
Trgovački naziv podo (žuto drvo, musengere, musangira) odnosi se na neke vrste iz roda Podocarpus (P. milanjiznus, P.odocarpus gracilis, P. usamberensis), lako se obrađuje, lagano je i tvrdo, i koristi se u proizvodnji namještaja i za unutrašnje uređenje.

## Rodovi
1. Acmopyle Pilg.
2. Afrocarpus (Buchholz & N.E.Gray) C.N.Page
3. Dacrycarpus (Endl.) de Laub.
4. Dacrydium Sol. ex G.Forst.
5. Falcatifolium de Laub.
6. Halocarpus C.J.Quinn
7. Lagarostrobos Quinn
8. Lepidothamnus Phil.
9. Manoao Molloy
10. Microcachrys Hook.f.
11. Nageia Gaertn.
12. Parasitaxus de Laub.
13. Pectinopitys C.N.Page
14. Pherosphaera W.Archer bis
15. Phyllocladus Rich. ex Mirb.
16. Podocarpus L'Hér. ex Pers.
17. Prumnopitys Phil.
18. Retrophyllum C.N.Page
19. Saxegothaea Lindl.
20. Sundacarpus (J.Buchholz & N.E.Gray) C.N.Page